# یوئن وو-پینگ
یوئن وو-پینگ (انگلیسی: Yuen Woo-ping؛ زادهٔ ۱ ژانویهٔ ۱۹۴۵) کارگردان فیلم، بازیگر، فیلم‌نامه‌نویس و طراح رقص اهل چین است. او فرزند ارشد یوئن سیو-تی‌ین یکی از رزمی‌کاران و بازیگران چینی و همچنین از شاگردان یو جیم-یوئن است.
از فیلم‌هایی که وی در آن نقش داشته است، می‌توان به استاد بزرگ، مشت بیدارشده، استاد زد: میراث ایپ من و پنجه در پنجه اشاره کرد.

## نامزدی‌ها و جوایز
| سال  | جایزه                          | شاخه                             | نامزدی                  | نتیجه    | منبع  |
| ---- | ------------------------------ | -------------------------------- | ----------------------- | -------- | ----- |
| ۲۰۰۰ | جوایز و جشنواره فیلم اسب طلایی | بهترین طراحی صحنه‌های رزمی و اکشن | ببر خیزان، اژدهای پنهان | برنده    | [ ۲ ] |
| ۲۰۰۶ | جوایز و جشنواره فیلم اسب طلایی | بهترین طراحی صحنه‌های رزمی و اکشن | بی‌باک                   | نامزدشده | [ ۳ ] |